# ペタル・フリストスコフ
ペタル・フリストスコフ（ブルガリア語: Петър Христосков, ラテン文字転写: Petar Hristoskov, 1917年3月8日 - 2006年6月19日）は、ブルガリアの作曲家、ヴァイオリン奏者。
ソフィアの出身。ブルガリア王立音楽院でサシャ・ポポフにヴァイオリンを学び、1936年に卒業。1940年からベルリンに留学し、グスタフ・ハーヴェマンにヴァイオリン、ハンス・マールケに室内楽を師事。1943年に帰国して母校の音楽院の講師に就き、1950年に教授に昇格した。1944年に、ヴァイオリン奏者のフリスト・オブレシュコフ、ピアノ奏者のディミタル・ネノフ、チェロ奏者のコンスタンティン・ポポフが結成していたピアノ三重奏団に、オブレシュコフのブルガリア爆撃による死に伴い、その後任として加入した。1952年に12の奇想曲集を作曲してから、作曲家としても活動するようになった。
ソフィアにて没。